# Georgi Tersiew
Georgi Tersiew (bulgarisch Георги Терзиев, wiss. Transliteration Georgi Terziev; * 18. April 1992 in Sliwen) ist ein bulgarischer Fußballspieler.

## Karriere
Georgi Tersiew begann seine Fußballkarriere in seiner Heimatstadt Sliwen. 2006 wechselte er zu der Jugendmannschaft von Naftex Burgas und ein Jahr später in die erste Mannschaft, die in der zweiten bulgarischen Liga spielte. 2009 wechselte Tersiew zum bulgarischen Erstligisten FC Tschernomorez Burgas.

## Erfolge
- Bulgarischer Meister: 2014, 2015, 2016
- Bulgarischer Pokalsieger: 2014